# Партерные цветники (Петергоф)
Партерные цветники — памятник архитектуры, прямоугольные партеры по сторонам ковша Большого каскада в Нижнем парке Петергофа. С южной стороны партеры ограничены террасами, с севера — Воронихинскими колоннадами, дополнительно границы цветников обозначены шпалерами.

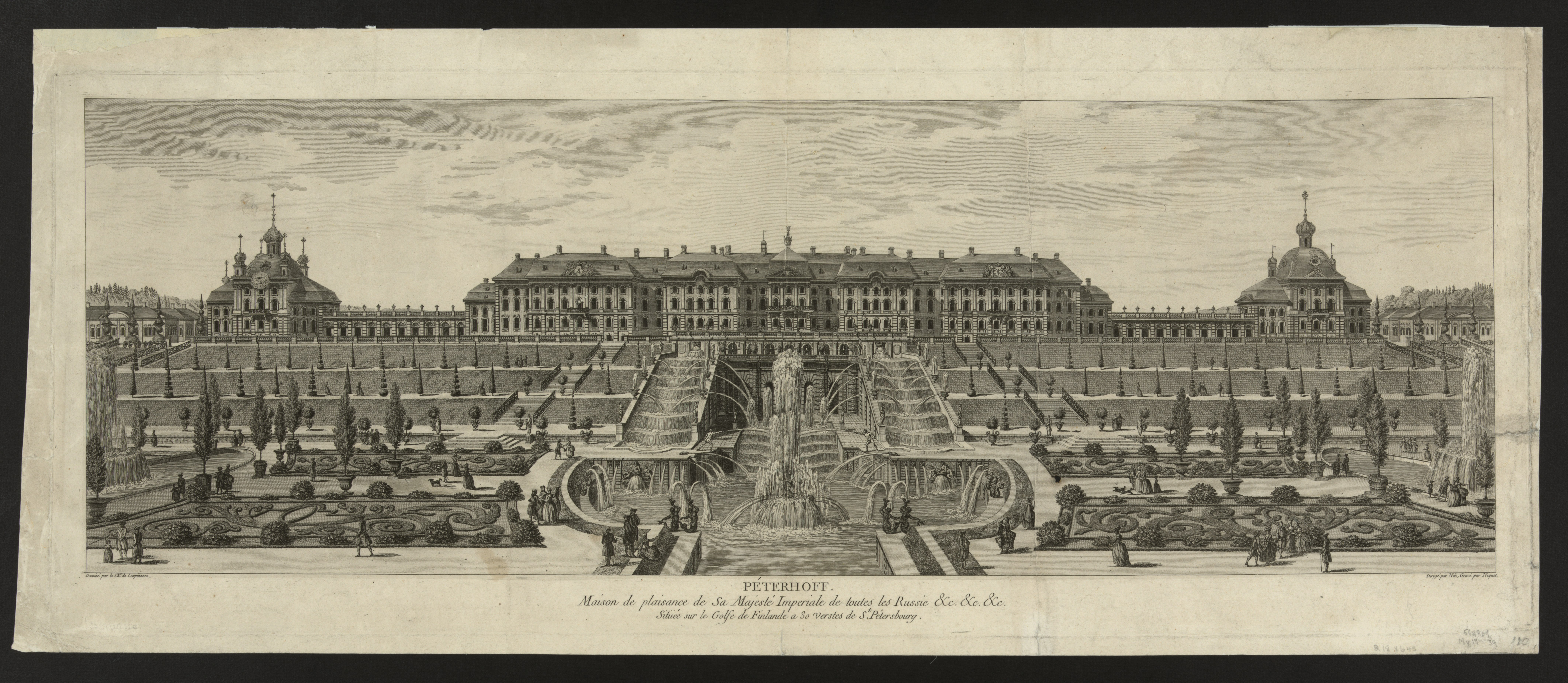
В 1784 году

По центру цветников расположены Большие фонтаны, от которых расходятся дорожки, делящие партеры на четыре симметричных участка, в каждом из которых расположен узорный цветник в барочном стиле. Узоры расположены зеркально симметрично. Партеры задумывались как дворцовые залы под открытым небом, с фонтанными струями в роли колонн, цветочными узорами в роли паркетных узоров и деревьями и кустами в роли стен.
Узорные цветники впервые появляются на плане И. Ф. Браунштейна 1716 года; они были созданы в 1722—1723 годах по рисунку Николо Микетти и Жана-Батиста Леблона Л. Гарнихфельтом и А. Борисовым. Цветники были огорожены трельяжами, украшенными резьбой и раковинами, и самшитом.
В 1750-е годы Б. Фок изменил узоры цветников согласно балконным узорам перестроенного Большого дворца и его выколотным украшениям. Помимо цветов, партеры были украшены трельяжами, керамическими вазами, кадками с растениями, мраморными и изразцовыми плитками; кроме цветов, узоры создавались толчёным мрамором, раковинами и кирпичом. Цветы, согласно использовавшейся в Нижнем парке в XVIII веке технологии, не сеялись, а высаживались по одному.
В 1769 году вместо цветников были сделаны «лужки», гладкие зелёные газоны; трельяжные решётки барочных времён сохранились до первой четверти XIX века.
В 1953 году Р. Ф. Контская и П. П. Ковалевский возобновили барочные цветники на основании гравюры 1761 года М. И. Махаева.